# Шалдай
Шалда́й (каз. Шалдай) — село у складі Щербактинського району Павлодарської області Казахстану. Адміністративний центр Шалдайського сільського округу.
Населення — 1605 осіб (2021; 1474 у 2009, 1411 у 1999, 1736 у 1989).
Національний склад станом на 1989 рік:
- росіяни — 47 %
- казахи — 45 %